# Ecosse (entreprise)
Pour les articles homonymes, voir Ecosse (homonymie).
Ecosse est une marque de moto américaine fondée en 2001.

## Historique
Fondée en 2001 par Donald Atchison, l'entreprise se tourne vers un marché de niche avec des motos très luxueuses en série limitée. Trois ans ont été nécessaires pour développer un premier modèle, « The heretic ».
Le magazine Forbes cite ce modèle dans sa liste de cadeaux pour Noël 2006, indiquant que chaque exemplaire est construit à la main avec des matériaux comme le carbone et l'aluminium pour une production totale de l'ordre de la centaine par an.

## Titanium Series FE Ti XX
La Titanium Series FE Ti XX est la moto de série la plus chère du monde. Produite à treize exemplaires, elle coûte 300 000 dollars. D'une cylindrée de 2 409 cm3, sa puissance est de 225 ch. Plus de deux mille heures de travail sont nécessaires pour réaliser un exemplaire.